# 145丁目駅 (IND)
145丁目駅（145ちょうめえき、英: 145th Street）はニューヨーク市地下鉄IND8番街線とINDコンコース線の駅である。マンハッタン区ハーレムとハミルトン・ハイツの145丁目とセント・ニコラス・アベニューの交差点に位置し、A系統とD系統が終日、B系統が平日23時まで、C系統が深夜を除く終日停車する。

## 歴史
この駅は1932年9月10日にインディペンデント・サブウェイ・システムの初期区間の開業の際にIND8番街線のチェンバーズ・ストリート駅 - ワシントンハイツ-207丁目駅間の開通にあわせて開業した。開業時はINDコンコース線がまだ建設途中だったため上層階の8番街線ホームのみ開かれていたが、1933年7月1日にコンコース線が開通した際に、下層階も開業した。
当駅は2010–2014 MTAキャピタル・プログラムの一環として2017年より改装が行われた。これは2015年に行われたMTAの調査によって駅構築物の45%が老朽化している事が確認されたためである。

## 駅構造
| G                     | 地上階                                 | 出入口 |
| B1                    | 改札階                                 | 改札口、駅員詰所、メトロカード自動券売機 |
| B2 8番街線ホーム      | 北行緩行線                             | ← 深夜のみ：207丁目駅行き（8番街線155丁目駅） ← 168丁目駅行き（8番街線155丁目駅）                                                                                        |
| B2 8番街線ホーム      | 島式ホーム、到着番線に応じた扉が開く。 | |
| B2 8番街線ホーム      | 北行急行線                             | ← 207丁目駅行き（168丁目駅） |
| B2 8番街線ホーム      | 南行急行線                             | → レファーツ・ブールバード駅・ファー・ロッカウェイ駅行き（125丁目駅）→ 夕ラッシュ：ロッカウェイ・パーク駅行き（125丁目駅）→                                              |
| B2 8番街線ホーム      | 島式ホーム、到着番線に応じた扉が開く。 | |
| B2 8番街線ホーム      | 南行緩行線                             | → 深夜のみ：ファー・ロッカウェイ駅行き（135丁目駅）→ ユークリッド・アベニュー駅行き（135丁目駅）→                                                                        |
| B3 コンコース線ホーム | 北行緩行線                             | ← ラッシュ時：ベッドフォード・パーク・ブールバード駅行き（コンコース線155丁目駅） ← ノーウッド-205丁目駅行き（コンコース線155丁目駅）                                    |
| B3 コンコース線ホーム | 島式ホーム、到着番線に応じた扉が開く。 | |
| B3 コンコース線ホーム | 混雑方向急行/ 折返線                   | → 平日日中：ブライトン・ビーチ駅行き（135丁目駅）→ 朝ラッシュ：コニー・アイランド駅行き（125丁目駅）→ ← 夕ラッシュ：ノーウッド-205丁目駅行き（トレモント・アベニュー駅） |
| B3 コンコース線ホーム | 島式ホーム、到着番線に応じた扉が開く。 | |
| B3 コンコース線ホーム | 南行緩行線                             | → ラッシュ時：ブライトン・ビーチ駅行き（135丁目駅）→ コニー・アイランド駅行き（125丁目駅）→                                                                              |

上層階のIND8番街線ホームは島式ホーム2面と緩行線2線、急行線2線を合わせた2面4線の構造である。改札階は以前は駅の端から端まで繋がっていたが現在は中心部が警察の区域として利用されている。下層階のINDコンコース線ホームは島式ホーム2面と緩行線2線、急行線1線を合わせた2面3線の構造である。なお、コンコース線北行ホームはホーム横幅が他のホームの2倍で39フィート (12m) ある。ホームにはエスカレーターがあり、下層階から改札階まで進み上層階には繋がっていない。
下層階の中央の線路は夜間に当駅止まりのB系統の折り返しに使用されるほか、朝夕ラッシュ時にはピーク方向に向かうD系統が使用する。なお、土休日や深夜には使用されない。
駅の北側には8番街線北行緩行線の横にオープンスペースがある。これは地下鉄建設の残りの部分でありなんらかの目的のために作られたわけではない。この部分は下層階の線路がちょうどINDコンコース線へ入る部分にあたる。床には下層を見る事が出来る穴が開いている。
反対の駅の南側では135丁目駅を通り125丁目駅の北まで3複線となっている。内側2線が南北急行線、外側2線が南北緩行線で急行線と緩行線に挟まれた2線は留置線などとして用いられている。この区間は大量の信号機と分岐器があるため「ホームボール・アレー (Homeball Alley)」というニックネームが付けられている。

### 出口
終日開いている改札口は南の145丁目側に、一部時間帯のみ開いている改札口は北の147丁目側にある。
- 階段1つ、セント・ニコラス・アベニューと西145丁目の交差点北西[12]。
- 階段1つ、セント・ニコラス・アベニューと西145丁目の交差点南西[12]。
- 階段1つ、セント・ニコラス・アベニューと西145丁目の交差点北東[12]。
- 階段1つ、セント・ニコラス・アベニューと西145丁目の交差点南東[12]。
- 階段1つ、セント・ニコラス・アベニューの西147丁目との交差点と西148丁目との交差点の間の西側[12]。
- 階段1つ、セント・ニコラス・アベニューの西147丁目との交差点と西148丁目との交差点の間の東側[12]。